# Хоуп, Энтони
Сэр Энтони Хоуп Хокинс (англ. Anthony Hope Hawkins, 9 февраля 1863, Лондон — 8 июля 1933, там же) — английский писатель, придумавший страну Руританию. Его приключенческие романы иногда определяют как романтическое фэнтези.

## Биография и творчество
Отец — священник, мать — тётка писателя Кеннета Грэма. Закончил Оксфорд. Начинал как адвокат, занялся литературой, публиковал очерки и романы в газетах и журналах. Настоящий успех ему принесли два остросюжетных романа — «Узник Зенды» (1894) и его сиквел «Руперт из Хенцау» (1898), заслужившие не только популярность у широкой публики, но и высокие оценки Эндрю Лэнга, Роберта Льюиса Стивенсона, Г. К. Честертона. По следам успеха Хоуп написал приквел «Узника Зенды» — роман «Сердце принцессы Озры» (1896), но книга и последующие публикации Хоупа, составившие свыше 30 томов историческо-приключенческих сочинений, никогда уже не имели прежнего признания.
За пропагандистскую деятельность в годы Первой мировой войны был удостоен рыцарского звания. Опубликовал мемуары (1927). Умер от рака.

## Руритания
Вымышленная страна, в которой происходит действие «Узника Зенды» и его продолжений, Руритания, в англоязычном мире превратилась в имя нарицательное для типичной центральноевропейской страны (например, в «Законах Паркинсона», у Людвига фон Мизеса, у Эрнеста Геллнера). Само действие книг, полное сражений на шпагах и интриг вокруг трона, породило прилагательное «руританский». В Руританию, по свидетельству Майкла Муркока, играли мальчишки его поколения.

## Экранизации
Оба популярных романа Хоупа, а также его драмы, были не раз экранизированы, в том числе — в Индии и Турции. Первая экранизация Узника увидела свет в 1913, Руперта — в 1916 (обе — в США), последние на нынешний день — соответственно 1988 и 1964.

## Избранные публикации на русском языке
- Пленник замка Зенда. Одесса: Два Слона, 1993
- Приятель фаворитки. М.: Вече; Диамант, 1993
- Узник Зенды. Устранители. Предатели: романы. Москва; Тула: Инфосерв; МАК, 1994
- Пленник Зенды; Месть Руперта: романы. М.: Вече, 2009 (серия Искатели приключений)